# Binário preto-branco
O Binário preto-branco é um modelo de classificação racial empregado nos Estados Unidos. É um modelo rígido e binário que classifica a maioria da população nas categorias branca ou negra, invisibilizando as identidades que não se encaixam perfeitamente nesse binário.

## Na Teoria Crítica da Raça
Na Teoria Crítica da Raça, o binário preto-branco é um paradigma através do qual a história racial nos Estados Unidos é apresentada como uma história linear entre brancos e negros. Este binário definiu em grande parte a forma como a legislação dos direitos civis é abordada nos Estados Unidos, uma vez que os afro-americanos lideraram a maioria dos principais movimentos de justiça racial que informaram a reforma da era dos direitos civis. O paradigma conceitua os negros e os brancos como os dois grupos raciais predominantes, vendo todo o racismo de acordo com a anti-negritude, e a relação preto-branco como central para a análise racial. De acordo com estudiosos críticos da raça, o binário atua para governar as classificações raciais e descrever como a raça é compreendida e abordada política e socialmente ao longo da história americana. O binário preto-branco é um produto da socialização branca e reduz as relações raciais a uma dicotomia opressor/oprimido.
Embora o binário preto-branco defina como o racismo tem sido amplamente abordado nos Estados Unidos, muitos estudiosos "de cor" examinaram minuciosamente o conceito de contribuição para a marginalização de "pessoas de cor" não negras e omitiram-nas da história dos direitos civis americanos. Richard Delgado e Jean Stefancic propõem uma crítica ao binário preto-branco num livro introdutório à teoria racial crítica, argumentando que, como a lei anti-discriminação estadunidense é concebida tendo em mente os direitos civis dos afro-americanos, ela não aborda as formas de discriminação que pessoas não-negras com experienciam. Este ponto cego legal, argumentaram, deixa as minorias raciais não-negras menos protegidas pelas leis de direitos civis.
Embora o binário preto-branco defina como o racismo tem sido amplamente abordado nos Estados Unidos, muitos estudiosos "de cor" examinaram minuciosamente o conceito de contribuição para a marginalização de "pessoas de cor" não negras e omitiram-nas da história dos direitos civis americanos. Richard Delgado e Jean Stefancic propõem uma crítica ao binário preto-branco num livro introdutório à teoria racial crítica, argumentando que, como a lei anti-discriminação estadunidense é concebida tendo em mente os direitos civis dos afro-americanos, ela não aborda as formas de discriminação que pessoas não-negras com experienciam. Este ponto cego legal, argumentaram, deixa as minorias raciais não-negras menos protegidas pelas leis de direitos civis.
Grupos raciais não-negros e não-brancos, como os asiático-estadunidenses e os nativos americanos, são entendidos como estando posicionados em relação à negritude e à branquitude. A medição de grupos raciais não-negros e não-brancos através deste binário levou ao conceito de adjacência branca, que se refere a grupos raciais considerados adjacentes à branquitude. A aplicação da adjacência branca aos asiático-estadunidenses através do mito modelo da minoria marginaliza ainda mais este grupo sob o binário preto-branco, medindo-os pela sua proximidade percebida com a branquitude e pela sua subsequente oposição posicional à negritude.
A comunidade Queer é racializada como normativamente branca por meio do binário preto-branco, marginalizando ainda mais as pessoas queer de cor. Como o binário racial categoriza os sujeitos como brancos ou negros, a identidade queer é frequentemente associada à sociedade ocidental branca.
Para abordar as questões que decorrem do binário preto-branco, é importante que uma “coligação de forças” trabalhe em prol da justiça racial. É através desta abordagem multidimensional que uma compreensão mais completa do racismo e de outros fatores interseccionais afeta a vida das pessoas e informa quais as ações necessárias para enfrentar o racismo.